# Claudia Rusca
Claudia Rusca sau Claudia Francesca Rusca (n. 1593 – d. 6 octombrie 1676) a fost o compozitoare, cântăreață și organistă italiană.

## Biografie
Ea a fost o compozitoare și călugăriță proeminentă a Renașterii italiene, a cărei operă a fost înregistrată în principal în domeniul muzicii sacre. Aparținând unei perioade în care femeile compozitoare erau rare și adesea nerecunoscute, Rusca a reușit să-și facă un nume într-un mediu muzical predominant masculin.
La o vârstă fragedă, Claudia a intrat în mănăstirea maicilor benedictine, unde a fost educată în arte și muzică, discipline foarte apreciate în mănăstirile vremii. Acolo, sub îndrumarea altor călugărițe specializate în muzică, ea a dezvoltat o înțelegere profundă a compoziției și a teoriei muzicale.

## Lucrări
- Motetes
- Misa en honor a la Virgen María
- Veni Sancte Spiritus
- Ave Maria